# Heinrich Kotzolt
Heinrich Kotzolt (ur. 26 sierpnia 1814 w Szybowicach, zm. 2 lipca 1881 w Berlinie) – niemiecki muzyk, dyrygent chóru.

## Życiorys
W 1826 jako solista śpiewał partię altową w kantacie Antoniego Henryka Radziwiłła w katedrze w Poznaniu. W wyniku mutacji jego głos zmienił się w bas. Śpiewał w chórze we Wrocławiu pod kierunkiem Johanna Theodora Mosewiusa. W 1836 wstąpił do Sing-Akademie w Berlinie, którego był członkiem w latach 1837–1862. W Berlinie i Gdańsku śpiewał w teatrze Königsstädtisches i Theater am Kohlenmarkt (1848). Jako piosenkarz koncertowy podróżował do Prus Wschodnich i Prus Zachodnich w 1842. W 1843 wstąpił do chóru katedralnego w Berlinie jako pierwszy basista. W 1860 był dyrygentem chóru katedralnego. W 1866 został mianowany królewskim pruskim dyrektorem muzycznym. Pracował jako nauczyciel śpiewu w Berlinie.